# 인디펜디엔테 리바다비아
인디펜디엔테 리바다비아(Club Sportivo Independiente Rivadavia)는 멘도사를 연고를 하는 아르헨티나의 축구팀이다. 현재 아르헨티나 최상위 리그인 프리메라 디비시온에 참가하고 있다.

## 우승
- 토르네오 아르헨티노 A: 2

1999, 2006–07

## 선수 명단

### 현역
참고: FIFA 자격 규정에 따라 소속된 국가대표팀 국기를 표시합니다. 선수는 복수의 FIFA 비회원국 국적을 가지고 있을 수 있습니다.
| 번호 | 포지션 | 국적     | 이름            |
| ---- | ------ | -------- | --------------- |
| 22   | FW     | 콜롬비아 | 세바스티안 비야 |

| 번호 | 포지션 | 국적     | 이름                  |
| ---- | ------ | -------- | --------------------- |
| 29   | DF     |          | 루시아노 아베카시스   |
| 32   | FW     | 우루과이 | 막시밀리아노 후암벨츠 |

### 역대
틀:인디펜디엔테 리바다비아
틀:인디펜디엔테 리바다비아 감독